# Night Watch (film, 2004)
Pour les articles homonymes, voir Night Watch.
Série
Day Watch
(2006)
Pour plus de détails, voir Fiche technique et Distribution.
Night Watch (Ночной дозор, Notchnoï dozor) est un film russe réalisé par Timur Bekmambetov, sorti en 2004.
Il s'agit de l'adaptation du roman éponyme de Sergueï Loukianenko.

## Synopsis
À Moscou, de nos jours, l'équilibre établi depuis des millénaires entre les forces de l'Ombre et de la Lumière est sur le point de se rompre. Les garants de l'ordre, les Gardiens du jour (« Day Watch ») pour les forces de l'Ombre et de la nuit (« Night Watch ») pour les forces de la Lumière, sont censés protéger les membres de leur côté, tous les êtres dotés de facultés surnaturelles, nommés « Autres » (ex : vampires, sorcières, etc.).
Or attend la venue d'un grand Autre plus puissant qui fera basculer l'équilibre à jamais par son choix entre le bien et le mal. Celui-ci changera ainsi la face du monde par ses actions.

## Fiche technique
- Titre original : Ночной дозор (Notchnoï dozor)
- Titre français : Night Watch
- Titre québécois : Les Gardiens de la nuit
- Réalisation : Timour Bekmambetov
- Scénario : Timour Bekmambetov et Laeta Kalogridis, d'après un roman de Sergueï Loukianenko
- Décors : Moukhtar Mirzakeïev et Valéri Viktorov
- Costumes : Varvara Avdiouchko
- Photographie : Sergueï Trofimov
- Montage : Dmitri Kissélev
- Musique : Pleymo et Iouri Poteïenko
- Production : Konstantin Ernst, Anatoli Maksimov, Varvara Avdiouchko et Alexeï Koublitski
- Société de production : Bazelevs
- Budget : 4,2 millions USD[1]
- Pays d'origine :  Russie
- Langue originale : russe
- Format : couleur — 35 mm — 1,66:1 — son Dolby Digital
- Genre : action, fantastique
- Durée : 110 minutes
- Dates de sortie :
  - Russie : 8 juillet 2004
  - France / Belgique : 28 septembre 2005
- Classification : interdit aux moins de 12 ans lors de sa sortie en France

## Distribution
- Constantin Khabenski (VF : Philippe Vincent) : Anton Gorodetsky
- Vladimir Menchov (VF : Michel Fortin) : Geser
- Valery Zolotoukhine (VF : Jean Lescot) : le père de Kostia
- Maria Porochina (VF : Catherine Cyler) : Svetlana
- Galina Tiounina (VF : Diane Valsonne) : Olga
- Iouri Koutsenko : Ignat, disparu de la version internationale
- Alexeï Tchadov (VF : Bernard Gabay) : Kostia
- Janna Friské : Alissa Donnikova
- Ilia Lagoutenko (ru) (VF : Didier Cherbuy) : le vampire Andrei
- Viktor Verjbitski (VF : Bernard-Pierre Donnadieu) : Zavoulon
- Rimma Markova (VF : Catherine Sola) : Daria Schultz
- Maria Mironova (VF : Catherine Cipan) : Irina, la mère de Yegor
- Alexeï Maklakov (ru) (VF : Bernard Métraux) : Siméon
- Alexandre Samojlenko (VF : Jean-Claude Sachot) : Ilya (Ours)
- Dmitri Martynov (VF : Maxime Nivet) : Yegor
- Nikolaï Olialine : Maxime

## Production

### Genèse
Night Watch est l'adaptation cinématographique du premier volet d'une série de romans à succès russe écrite par Sergueï Loukianenko.

### Scénario
Le film est une adaptation plutôt libre des romans, dont il reprend les personnages et l'intrigue générale, mais certains éléments du film proviennent du deuxième roman, Daywatch, par exemple la première scène (avec la sorcière Daria). Celle-ci se trouve au début du deuxième roman, mais ce n'est pas Anton qui en est le protagoniste.

### Tournage
Le tournage s'est déroulé à Moscou.

## Bande originale
- Idu ja budu, interprété par Ilya Lagutenko
- Nochnoj dozor, interprété par Pavel Kashin
- Net beregov, interprété par Piknik
- Put' naverh, interprété par Valery Kipelov
- Vybor, interprété par Yulij Burkin
- Besy, interprété par Nautilus Pompilius
- Shadow of Moon, interprété par Blackmore's Night
- Izmazhemsja, interprété par Nogu svelo
- Smutnoe vremja, interprété par Valery Kipelov
- Bud' moej tenju, interprété par Splin
- Ieroglif, interprété par Piknik
- Padshij angel, interprété par Nautilus Pompilius
- Gorodok, interprété par Voskresenje
- Temnye i svetlye, interprété par Zhanna Friske
- Nochnoj dozor (Theme), interprété par Umaturman
- Jack, interprété par TT34
- Shatter, interprété par Feeder
- Fearless, interprété par The Bravery
- Rock, interprété par Pleymo

## Accueil

### Accueil critique
Le film a reçu un accueil critique mitigé, recueillant 59 % de critiques positives, avec une note moyenne de 5,9/10 et sur la base de 126 critiques collectées, sur le site agrégateur de critiques Rotten Tomatoes. Sur Metacritic, il obtient un score de 58/100 sur la base de 32 critiques collectées.
Il s'agit du premier grand film d'action russe à s'exporter à l'étranger.[réf. nécessaire] Il a fait là-bas un nombre d'entrées supérieur à celui du Seigneur des anneaux de Peter Jackson[réf. nécessaire] ; le fait que l'action se déroule à Moscou n'y est pas étranger.[réf. nécessaire]

### Box-office
| Pays ou région | Box-office      | Date d'arrêt du box-office | Nombre de semaines |
| -------------- | --------------- | -------------------------- | ------------------ |
| Monde          | 33 900 000 $    | ...                        | ...                |
| France         | 174 375 entrées | ...                        | ...                |

## Distinctions
Le film fut sélectionné par la Russie pour représenter le pays lors des Oscars 2005.

### Récompenses
- Festival international du film fantastique de Bruxelles 2005 : Corbeau d'argent

### Nominations
- Prix du cinéma européen 2005 : Meilleur réalisateur

## Autour du film

### Produits dérivés
Night Watch a été adapté en jeu vidéo par Nival Interactive sous la forme d'un tactical RPG, sorti sur Windows en 2005.

### Suite
Le deuxième volet de la trilogie est sorti en France en janvier 2008, sous le nom de Day Watch.

### Version française
La version disponible en France est la « version internationale », considérablement remaniée par rapport à la version originale.
En particulier :
- la version internationale est plus courte au total de 10 minutes ;
- la description de l'histoire, lors du prologue, est plus détaillée ;
- Anton est doué de dons de voyance, qui n'apportent rien à l'action. Pour cela, des scènes sont répétées à l'écran (vortex lors de la rencontre dans le métro, vampire allant mordre le jeune garçon) ;
- Des personnages secondaires sont purement oubliés : le personnage d'Ignate, appelé pour séduire Svetlana et annihiler le vortex, disparaît. De même, les scènes entre un couple de passagers de l'avion, servant de mise en contexte, sont coupées ;
- De nombreuses tirades sont réenregistrées, en particulier les monologues de Geser et d'Olga, afin d'expliciter l'histoire, ainsi que la toute dernière tirade de Zavulon ;
- La musique du générique final du groupe Umaturman est supprimée.

Globalement, la version internationale est plus claire, moins angoissante, et comporte plus de scènes d'actions pour moins de scènes confuses.
 (septembre 2017).
- Si vous ne connaissez pas le sujet, laissez ce bandeau (vous pouvez alors contacter les auteurs).
- Si vous supprimez le contenu mis en cause (vous pouvez préalablement contacter les auteurs),

argumentez précisément cette suppression dans la page de discussion
(un manque de référence n'est pas un argument ; une recherche réelle de référence doit avoir été effectuée, être formellement documentée).
Il reste à ajouter que la version française souffre également de lourdeurs de traductions :
- on y parle des daywatch et nightwatch, alors que les expressions russes se traduiraient par « ronde de jour » et « ronde de nuit » (ou encore « guet »), ce qui explique l'apparition du tableau de Rembrandt ;
- le « vortex » est plutôt un tourbillon (voronka, jeu de mots avec voron corbeau) ;
- la « compagnie de la lumière » est une traduction assez lointaine de GorSvet (littéralement Muni[cipale]-Lum[ière]).